# Meghan de Sussex
Meghan, Duquessa de Sussex (nascuda Rachel Meghan Markle; 4 d'agost de 1981) és una mecenes americana, així com una model i actriu retirada. Markle es va donar a conèixer especialment pel paper de Rachel Zane a la sèrie Suits (2011-2017), i també pel seu paper com a agent especial Amy Jessup al thriller Fringe.
El juny de 2016 va iniciar una relació amb el príncep Enric de Gal·les, i el 27 de novembre de 2017 es va anunciar que es casarien el 19 de maig de 2018. L'enllaç va tenir lloc al Castell de Windsor, a prop de la ciutat de Londres.
El 15 d'octubre de 2018 la Casa Reial Britànica va anunciar que la duquessa estava embarassada del seu primer fill Archie Mountbatten-Windsor, que va néixer el maig de 2019.

## Biografia
Rachel Meghan Markle va néixer en el West Park Hospital de Canoga Park i es va criar a View Park–Windsor Hills, un barri de Los Angeles, Califòrnia. La seva mare, Doria Loyce Ragland, és afroamericana, treballadora social, i instructora de ioga, i viu en View Park-Windsor Hills. El seu pare, Thomas Wayne Markle és d'ascendència britànica, neerlandesa, i irlandesa, i és director de rodatge retirat; per la qual cosa Meghan va passar la infantesa en el plató de Married... with Children. El seu pare va ser guanyador de dos Premis Emmy, el 1975 i el 2011, i resideix a Rosarito (Baixa Califòrnia). En un cert moment va expressar el seu interès per tornar a la universitat i continuar amb un màster en Diplomàcia Internacional. La carrera cinematogràfica de Meghan va començar de manera inesperada quan una amiga de l'actriu li va donar a un mànager una còpia d'una pel·lícula que havia fet Markle en els seus anys universitaris durant una festa. Per a mantenir-se en forma durant el seu temps lliure Meghan va treballar com a cal·lígrafa autònoma. Markle s'autoproclamà foodie, cosa que va ser incorporada a la personalitat del seu personatge a Suits (Rachel Zane). Meghan va ser la fundadora del Tig, que va descriure com "un centre per a paladars gurmet, aquells amb gana pel menjar, per viatjar, per la bellesa, i per la moda". Aquest projecte va intentar "crear un espai per a compartir tots aquests temes i convidar amics a compartir els seus". La web incloïa articles sobre menjar, viatge, moda, bellesa i influencers.

## Carrera
El 2002 Meghan va fer la seua estrena en la televisió amb un episodi de la telenovel·la General Hospital. També va aparèixer en episodis de Century City, Cuts, Love, Inc., 90210, Knight Rider, Without a Trace, The Apostles, CSI: NY, The League, Castle, i Suits. També va aparèixer en les pel·lícules A Lot Like Love i Dysfunctional Friends. Va fer el seu debut en la primera temporada de Deal or No Deal l'abril de 2006. A començaments de 2007 deixaria el programa. Més tard seria entrevistada en un episodi del xou televisiu 1 versus 100 com a membre de la màfia. Va aparèixer en Fringe com l'agent Amy Jessup en els primers dos episodis de la seva segona temporada. Es va traslladar a viure a Toronto (el Canadà), ja que des del juliol de 2011 fins al 2018 va interpretar Rachel Zane en la sèrie televisiva d'USA Network Suits. També va aparèixer en dues pel·lícules de 2010, Get Him to the Greek i Recorda'm (Remember Me), i en una altra del 2011, Horrible Bosses. Va fer una aparició de res el 2012 en el curtmetratge The Candidate (vist en el xou televisiu de KQED ImageMakers: la Companyia d'Homes) fent de secretària.

## Títols i tractaments
Després del seu matrimoni amb el príncep Enric, Meghan Markle es va convertir en una princesa del Regne Unit amb tractament d'Altesa Reial, així com de duquessa de Sussex, comtessa de Dumbarton i baronessa Kilkeel. És tractada com "Sa Altesa Reial la Duquessa de Sussex", la primera persona a ostentar aquest títol.
El gener de 2020 Enric i ella van comunicar a través de les seves xarxes socials que dimitien de les seves funcions en la família reial britànica, i abandonaven així els privilegis com a membres d'aquesta amb la intenció de treballar per tal de ser financerament independents.